# (39686) Takeshihara
(39686) Takeshihara est un astéroïde de la ceinture principale.

## Description
(39686) Takeshihara est un astéroïde de la ceinture principale. Il fut découvert le 9 août 1996 à Nanyo par Tomimaru Okuni. Il présente une orbite caractérisée par un demi-grand axe de 2,79 UA, une excentricité de 0,09 et une inclinaison de 3,9° par rapport à l'écliptique.

## Compléments